# Ромуальдув
Ромуальдув (пол. Romualdów) — село в Польщі, у гміні Венява Пшисуського повіту Мазовецького воєводства.
Населення — 88 осіб (2011).
У 1975-1998 роках село належало до Радомського воєводства.

## Демографія
Демографічна структура станом на 31 березня 2011 року:
|          | Загалом | Допрацездатний вік | Працездатний вік | Постпрацездатний вік |
| -------- | ------- | ------------------ | ---------------- | -------------------- |
| Чоловіки | 37      | 8                  | 26               | 3                    |
| Жінки    | 51      | 14                 | 24               | 13                   |
| Разом    | 88      | 22                 | 50               | 16                   |